# Jim Stolze

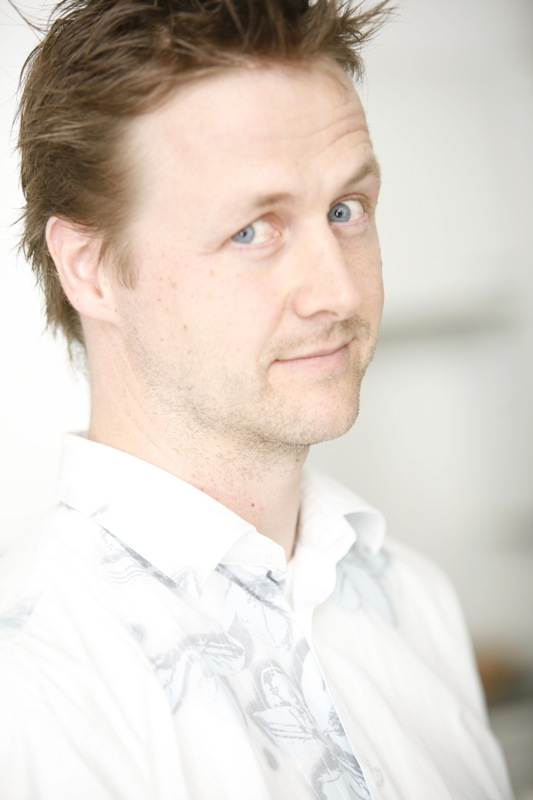
Jim Stolze

Jim Stolze, född 30 november 1973, är en nederländsk författare mest känd för sina undersökningar om korrelationen mellan nivåerna av Internetanvändning och lycka.
I februari 2008 talade Jim Stolze på TED-konferensen i Kalifornien om sitt Virtual Happiness Project, en forskning som undersöker korrelationen mellan nivåerna av Internetanvändning och lycka. Flera studier har visat att människor som har tillgång till Internet är betydligt lyckligare. Stolze forskning visar varför det är så, och är grunden för en konceptuell modell där både Internetanvändning och lycka kartlades i en orsakssambandsmatris.
2009 startade Stolze och hans team det första TEDx evenemanget som gick av stapeln i Amsterdam. 
2010 gick Stolze med i Lifehackers rörelsen och skrev en bok med titeln ”How To Survive Your Inbox”. Stolze är också en bloggare på holländska bloggen, DutchCowboys.